# Ernst Streeruwitz
Ernst Streeruwitz, né Ernst Ritter Streer von Streeruwitz (23 septembre 1874, Mies, Autriche-Hongrie (aujourd'hui Stříbro, République tchèque) - 19 octobre 1952, Vienne) était un homme d'État, devenu Chancelier fédéral en 1929.